# 長屋元和
長屋 元和（ながや もとかず）は、戦国時代から江戸時代にかけての武将。毛利氏家臣で長州藩士。

## 生涯
永禄2年（1559年）、毛利氏家臣・長屋就安の子として生まれ、毛利輝元と秀就の二代に仕えた。天正4年（1576年）3月14日に輝元の加冠によって元服し、「元」の偏諱を与えられて「元和」と名乗った。天正12年（1584年）には「左馬助」の官途名を、慶長8年（1603年）11月3日には「隠岐守」の受領名を与えられる。
寛永13年（1636年）6月2日に死去。享年78。長男の元加は父に先立って、寛永8年（1631年）3月に死去していたため、次男の元忠が後を継いだ。